# Doug Collins (koszykarz)
Paul Douglas „Doug” Collins (ur. 28 lipca 1951 w Christopher) – amerykański koszykarz, występujący w latach 1973–81 w lidze NBA na pozycji rzucającego obrońcy, wicemistrz olimpijski, uczestnik spotkań gwiazd NBA, późniejszy analityk oraz trener.
Kariera Collinsa w szkole średniej Benton High School w Benton, w stanie Illinois, pod kierunkiem znanego trenera Richa Herrina przyniosła mu wiele sukcesów, które pozwoliły mu od roku 1969 kontynuować grę na Illinois State University w Normal.

## Osiągnięcia
NCAA
- Wybrany do:
  - I składu All-American (1973)[2]
  - Akademickiej Galerii Sław Koszykówki (2016)

NBA
- 4-krotnie wybierany do udziału w meczu gwiazd NBA (1976–79)[1]. Z powodu kontuzji nie wystąpił w 1979 roku[3].
- Uczestnik meczu gwiazd Legend NBA (1988, 1990, 1992)[4]

Reprezentacja
- Wicemistrz olimpijski (1972)[5]

Trenerskie
- Trener Wschodu podczas NBA All-Star Game (1997)[6]